# Obiettivi Canon EF 200mm
L'obiettivo EF 200mm è un teleobiettivo prodotto da Canon Inc.. L'obiettivo ha un attacco EF ed è quindi compatibile con macchine fotografiche reflex della serie EOS.
Canon attualmente produce due ottiche con lunghezza focale fissa di 200mm:
- EF 200mm f/2L IS USM
- EF 200mm f/2.8L USM

L'obiettivo EF 200mm f/1.8, introdotto nel novembre 1988, fu il 200mm fisso con attacco EF prodotto da Canon. Era una lente estremamente luminosa (il 200mm più luminoso mai commercializzato) di notevoli dimensioni e di color bianco sporco. Nel 2004 fu terminata la produzione di quest'ottica, per essere in seguito sostituito dall'EF 200mm f/2L IS USM, annunciato il 15 ottobre 2007 e commercializzato a partire da aprile 2008.
Il 200mm f/2.8L USM è un obiettivo di fascia più bassa e meno luminoso rispetto al 200mm f/2, ma notevolmente meno costoso. La prima versione di quest'ottica venne introdotta nel dicembre 1991 era dotata di una paraluce incorporato (analogamente a quello dell'EF 300mm f/4L IS USM). In seguito, alcuni anni più tardi, venne rimpiazzato dal "mark II" e quindi non più prodotto a partire dal marzo del 1996. Il mark II è similare al primo modello, ma ha in dotazione un paraluce standard, con attacco a baionetta ed è tuttora (gennaio 2014) in produzione. Quest'obiettivo risulta essere l'obiettivo Canon serie L meno costoso dopo lo zoom EF 70-200 f/4. Questo inoltre supera il Canon EF 70-200 f/2.8 in qualità ottica per un leggero margine, a confronto del quale è anche più leggero e meno costoso, ma tutto ciò a scapito della versatilità dello zoom e della presenza stabilizzatore. Come tutti gli obiettivi serie L. esso è inoltre dotato di un USM ad anello che permette la messa a fuoco manuale anche l'autofocus inserito.
Tutti i 200mm fissi Canon sono compatibili con i moltiplicatori Canon Extender EF e quando vengono impiegati su un corpo macchina con fattore di moltiplicazione 1,6x, si ottiene un campo visivo equivalente a un ipotetico 320mm montato sul pieno formato, facendo di questo obiettivo un'ottica compatta e allo stesso tempo lunga.

## Specifiche tecniche
| Attributo                        | f/1.8L USM      | f/2L IS USM     | f/2.8L USM    |
| -------------------------------- | --------------- | --------------- | ------------- |
| Stabilizzatore d'immagine        | No              | Sì              | No            |
| Motore ultrasonico               | Sì              | Sì              | Sì            |
| Serie L                          | Sì              | Sì              | Sì            |
| Macro                            | No              | No              | No            |
| Apertura massima                 | 1.8             | 2               | 2.8           |
| Apertura minima                  | 22              | 32              | 32            |
| Peso                             | 3000 g          | 2520 g          | 790 g         |
| Diametro massimo                 | 130 mm          | 128 mm          | 83 mm         |
| Lunghezza                        | 208 mm          | 208 mm          | 136.2 mm      |
| Diametro del filtro              | 48 mm (drop-in) | 52 mm (drop-in) | 72 mm         |
| Angolo di campo orizzontale      | 10              | 10              | 10            |
| Angolo di campo verticale        | 7               | 7               | 7             |
| Angolo di campo diagonale        | 12              | 12              | 12            |
| Gruppi/elementi                  | 10/12           | 17/12           | 7/9           |
| N. di lamelle del diaframma      | 8               | 8               | 8             |
| Minima distanza di messa a fuoco | 2.5 m           | 1.9 m           | 1.5 m         |
| Data di rilascio                 | November 1988   | April 2008      | December 1991 |
| MSRP                             |                 | 5.999 USD       |               |